# Eutihijan
Eutihijan, papa od 4. siječnja 275. do 7. prosinca 283.

## Životopis
Njegov originalni epitaf, pronađen je u Kalikstovim katakombama, ali se gotovo ništa više ne zna o njemu. Pripisuje mu se, da je dozvolio blagoslov grožđa i graha na oltaru i da je osobno pokopao 324 mučenika, ali nije točno poznato, od kada taj blagoslov potiče. Nekoji povjesničari smatraju, da je iz kasnijeg doba. Spomendan mu je 8. prosinca. 